# Josh Little
Joshua Brian Little (* 1. November 1999 in Dublin, Irland) ist ein irischer Cricketspieler, der seit 2016 für die irische Nationalmannschaft spielt.

## Kindheit und Ausbildung
Seine Schwestern Hannah Little und Louise Little spielen ebenfalls Cricket für Irland.

## Aktive Karriere
Sein Debüt in der Nationalmannschaft gab er im September 2016 bei der Twenty20-Serie gegen Hongkong. Jedoch konnte er sich zunächst nicht im Team etablieren. Im Mai 2019 gab er dann auch sein Debüt im ODI-Cricket gegen England und konnte dabei 4 Wickets für 45 Runs erzielen. Im Januar 2020 erreichte er in den West Indies 3 Wickets für 29 Runs in den Twenty20s. Nach der Unterbrechung auf Grund der COVID-19-Pandemie konnte er in der ODI-Serie in England im August 2020 3 Wickets für 60 Runs erzielen. Im Sommer 2021 reiste er mit dem Team in die Niederlande und konnte dort in der ODI-Serie zunächst 3 Wickets für 32 Runs im ersten Spiel und dann 4 Wickets für 39 Runs im zweiten erzielen. Für letzteres wurde er als Spieler des Spiels ausgezeichnet. Im September folgten dann 3 Wickets für 33 Runs gegen Simbabwe. Daraufhin reiste er mit dem Team zum ICC Men’s T20 World Cup 2021 und damit zu seiner ersten Weltmeisterschaft. Dort konnte er gegen Sri Lanka 4 Wickets für 23 Runs erreichen. Im Sommer 2022 erzielte er gegen Neuseeland 4 Wickets für 35 Runs im ersten Twenty20. Im Oktober reiste er mit dem Team nach Australien für den ICC Men’s T20 World Cup 2021. Dort konnte er gegen Simbabwe (3/24) in der Vorrunde und Neuseeland (3/22) in der Super-12-Runde jeweils drei Wickets erzielen. Dabei gelang ihm im letzteren Spiel ein Hattrick.